# جکی پیترس
جکی پیترس (انگلیسی: Jacky Peeters؛ زادهٔ ۱۳ دسامبر ۱۹۶۹) یک بازیکن فوتبال بازنشسته اهل بلژیک است. از باشگاه‌هایی که در آن بازی کرده‌است می‌توان به خنت، خنک و آرمینیا بیله‌فلد اشاره کرد.
وی همچنین در تیم ملی فوتبال بلژیک بازی کرده است و در جام جهانی فوتبال ۲۰۰۲ از اعضای این تیم بود.